# 14th Street-Eighth Avenue
14th Street/Eighth Avenue è una stazione della metropolitana di New York situata all'incrocio tra le linee IND Eighth Avenue e BMT Canarsie. Nel 2019 è stata utilizzata da 14 239 275 passeggeri. È servita dalle linee A, E e L sempre, e dalla linea C sempre tranne di notte.

## Storia
La stazione sulla linea BMT Canarsie fu aperta il 30 maggio 1931, mentre quella sulla linea IND Eighth Avenue venne inaugurata il 10 settembre 1932. Il complesso fu sottoposto ad un'estesa ristrutturazione nel 1999.

## Strutture e impianti
La stazione è sotterranea e si sviluppa su tre livelli. Il livello superiore è il mezzanino comune che ospita nella zona meridionale il collegamento tra le banchine delle due linee e che è dotato di undici scale per il piano stradale, quattro all'incrocio con 14th Street, due all'incrocio con 15th Street e cinque all'incrocio con 16th Street. La stazione della linea IND Eighth Avenue costituisce il livello intermedio, ha due banchine ad isola e quattro binari, i due esterni per i treni locali e i due interni per quelli espressi, ed è posta al di sotto di Eighth Avenue. Infine, il livello inferiore è rappresentato dalla stazione della linea BMT Canarsie che ha una banchina ad isola e due binari ed è posta al di sotto di 14th Street. Un ascensore posizionato nell'angolo nord-ovest dell'incrocio tra Eighth Avenue e 14th Street rende il complesso accessibile alle persone con disabilità motoria.

## Interscambi
La stazione è servita da alcune autolinee gestite da NYCT Bus.
- Fermata autobus